# Heliocypha perforata
Heliocypha perforata – gatunek ważki z rodziny Chlorocyphidae. Występuje w południowo-wschodniej Azji oraz w Chinach i na Tajwanie.